# IVe siècle en Lorraine

Cette page est une liste d'événements qui se sont produits au IVe siècle sur le territoire actuel de la Lorraine.

## Événements

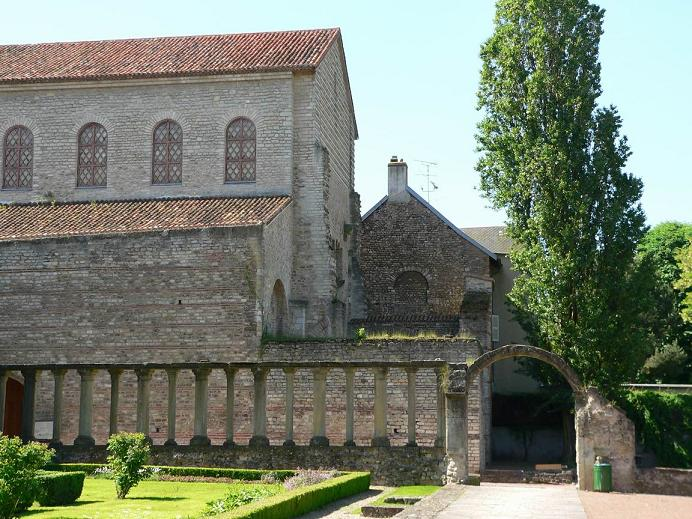
Église Saint-Pierre-aux-Nonnains de Metz érigée à partir d'une ancienne palestre romaine datée du IVe siècle.

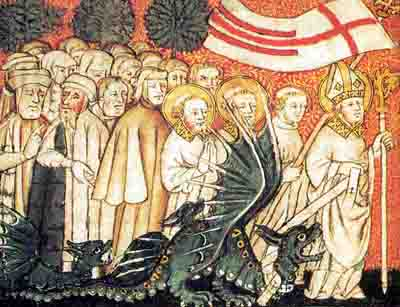
St-Clément, premier évêque de Metz, conduit le « Graouilly » sur les bords de la Seille.

- 309 : probable visite de Constantin venu à Grand consulter Apollon Grannus[1].
- 313 : l'édit de Milan libéralise la pratique du culte Chrétien qui peut donc se développer.
- Vers 330 - 350 : Saintin de Meaux, premier évêque de Verdun diffuse le christianisme[1].
- 338 : Saint Mansuy devient évêque de Toul.
- 352 : Les Alamans alliés aux Francs battent l'armée romaine et s'installent entre Moselle et Rhin[2]
- 352 - 357 : en réaction aux invasions alémaniques, Constance II envoie son cousin Julien à la tête d'une armée[1].
- juillet 356 : à la bataille de Tarquimpol, les Alamans attaquent par surprise Julien, César en Gaule[1]. À la suite de l'action coordonnée de l'empereur Constance II, ils sont repoussés hors de Gaule en 357, ce qui constitue un des derniers succès des Romains dans cette région avant l'effondrement de l'empire[1].
- octobre 362 : légende de la persécution des chrétiens sainte Libaire, de ses frères (Euchaire et Élophe) et sœurs (Menne, Suzanne, Ode, Gontrude) sous le règne de l'empereur Julien[1]. Saint Euchaire fut décapité au Champs des Tombes, à Pompey, sur ordre de l’empereur romain Julien l’Apostat[3].
- 365 et 366 : les Alamans reviennent sur le territoire des Leuques et des Médiomatriques[4].
- Entre 365 et 375 : Mansuy de Toul, premier évêque de Toul évangélise la cité[1].
- 367Les Romains remportent à Scarpone (Dieulouard) une victoire sur les Alamans, surpris en train de se baigner[4].
- Entre 370 et 400[4] : début de la construction de l' église Saint-Pierre-aux-Nonnains à Metz[5]
- Vers 400 : Saint Amon devient évêque de Toul.

## Naissances
- vers 383, à Toul : Saint Loup, ou saint Leu, est un évêque de Troyes, compagnon de Germain d'Auxerre. Il est mort en 478 ou 479. Il est fêté le 29 juillet